# Theodore Barkhausen
Theodore Barkhausen (* 18. August 1869 in Stade; † 1. November 1959 in Kaiserswerth) war eine deutsche Diakonisse und langjährige Leiterin des Auguste-Victoria-Hospitals in Jerusalem.

## Leben
Theodore Barkhausen war die Tochter von Friedrich Wilhelm Barkhausen und seiner Frau Julie, geb. Kuhn.
Nach dem Tod ihrer Mutter 1892 führte sie ihrem Vater bis zu dessen Tod 1903 den Haushalt und begleitete ihn bei offiziellen Anlässen, so auch im Gefolge der Palästinareise Kaiser Wilhelms II. Am 18. November 1905 trat sie in das Kaiserswerther Diakonissenmutterhaus ein und wurde am 7. Oktober 1908 als Diakonisse eingesegnet. Im April 1909 wurde Schwester Theodore nach Jerusalem ausgesandt, wo sie gemeinsam mit einigen Mitschwestern das im Entstehen begriffene Projekt der Kaiserin-Auguste-Victoria-Stiftung (Ölberg-Stiftung) auf dem Ölberg voranbringen sollte. Die Leitung des Projekts wurde zu ihrer Lebensaufgabe. Die Einweihung der Stiftungsgebäude fand am 9. April 1910 in Anwesenheit von Prinz Eitel Friedrich von Preußen und seiner Frau Sophie Charlotte von Oldenburg statt.

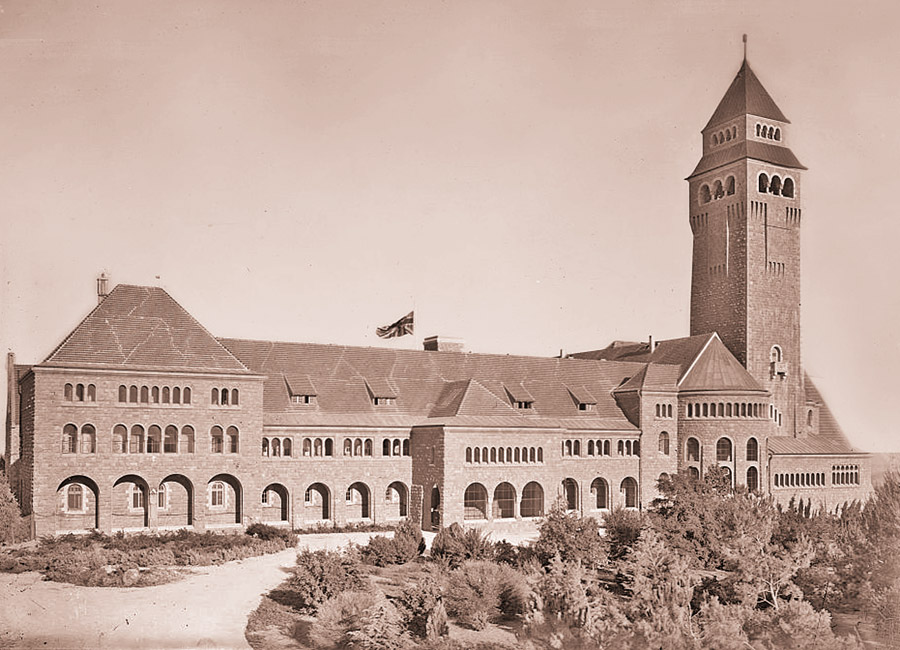
Augusta-Victoria-Hospital mit Himmelfahrtskirche, 1921 unter britischer Flagge

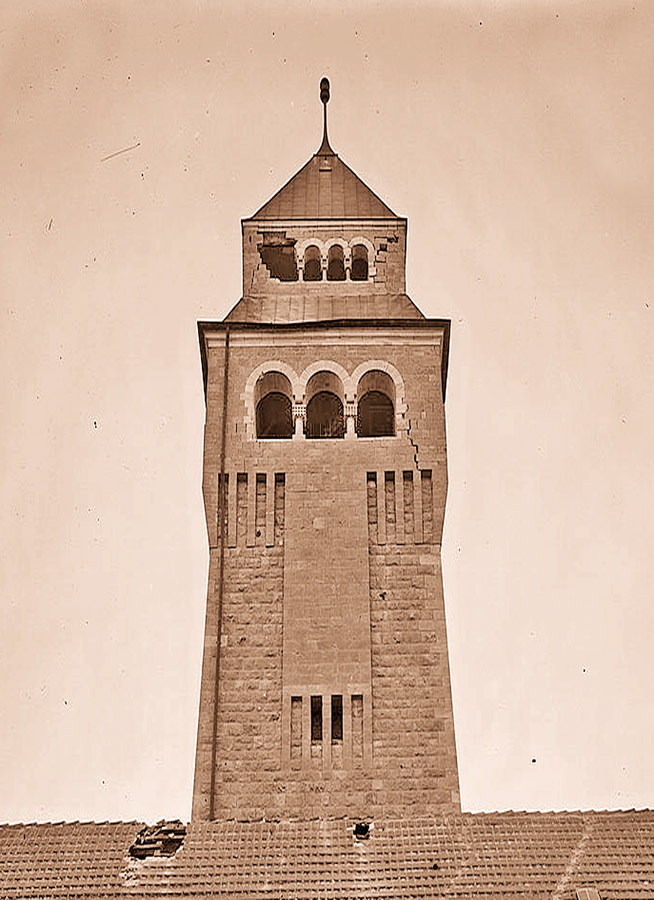
Bebenschäden am Turm der Himmelfahrtskirche, 1927

Bis 1914 wurde an der Anlage noch gebaut; dann wurde sie im Ersten Weltkrieg osmanisches Hauptquartier und ab 1917 britisches Hauptquartier. Theodore Barkhausen und die Schwestern mussten den Ölberg verlassen; sie kam aber nicht in das ägyptische Internierungslager Helouan (Al-Qahira), sondern konnte in Jerusalem bleiben, wo sie bis August 1923 im Aussätzigen-Asyl Jesus Hilfe Unterkunft fand. Gemeinsam mit dem Leiter des Syrischen Waisenhauses Pfarrer Theodor Schneller übernahm sie die Vertretung der deutschen evangelischen Interessen.
1923 übernahm Theodore Barkhausen die Leitung des Diakonissenhospitals in Jerusalem und praktisch die Gesamtleitung der Kaiserswerther Orientarbeit. Sie wurde Mitglied im Kirchenvorstand der Evangelischen Gemeinde deutscher Sprache zu Jerusalem an der Erlöserkirche. Nach dem Erdbeben von 1927 koordinierte sie die Reparaturarbeiten am Auguste-Victoria-Hospital, das die Mandatsbehörden in Folge der Schäden geräumt hatten.
Nach dem Ausbruch des Zweiten Weltkriegs wurde die Anlage auf dem Ölberg wiederum von den Briten beschlagnahmt. Ab dem 4. Juni 1940 war Theodore Barkhausen in der Templer-Kolonie Wilhelma interniert, wo sie sich um Krankenpflege und Unterricht kümmerte. Von 1948 bis 1950 lebte sie wieder im Aussätzigen-Asyl, denn das Auguste-Victoria-Hospital lag nun bis 1967 im jordanischen Teil Jerusalems und wurde vom Lutherischen Weltbund verwaltet. 1950 kehrte sie nach Kaiserswerth zurück und verbrachte ihren Lebensabend im Feierabendhaus.
Eine umfassende Biographie von Theodore Barkhausen bleibt ein Forschungsdesiderat.